# Ocean's Twelve
Ocean’s Twelve (bra: Doze Homens e Outro Segredo; prt: Ocean’s Twelve) é um filme australo-estadunidense de 2004, dos gêneros suspense, comédia e policial, dirigido por Steven Soderbergh, com roteiro de George Nolfi baseado em personagens criados por George Clayton Johnson e Jack Golden Russell.
Esta continuação de Ocean's Eleven, de 2001 (por sua vez um remake de Ocean's Eleven, de 1960), foi lançada nos Estados Unidos em 10 de dezembro de 2004. Um terceiro filme, Ocean's Thirteen, seria lançado em 2007, completando assim a "Trilogia Ocean's".

## Sinopse
O filme conta a história de Danny Ocean e sua quadrilha.
Eles seguem sempre três regras: "não ferir ninguém", "não roubar quem não mereça" e "seguir o plano aconteça o que acontecer".
O longa ocorre 3 anos após o primeiro filme. Alguém quebra a regra número um e os denuncia a Benedict, o empresário roubado pela  quadrilha de Danny. Ele quer seu dinheiro de volta, e com juros. Então Danny e sua trupe resolvem assaltar ao redor do mundo para tentar arrecadar o dinheiro necessário. Mas não esperavam envolver-se com um grande criminoso, o Raposa Noturna.

## Elenco

### Ocean's Twelve
1. George Clooney como Danny Ocean
2. Brad Pitt como Rusty Ryan
3. Matt Damon como Linus Caldwell
4. Bernie Mac como Frank Catton
5. Elliott Gould como Reuben Tishkoff
6. Casey Affleck como Virgil Malloy
7. Scott Caan como Turk Malloy
8. Eddie Jemison como Livingston Dell
9. Don Cheadle como Basher Tarr
10. Shaobo Qin como "The Amazing" Yen
11. Carl Reiner como Saul Bloom
12. Julia Roberts como Tess Ocean/Ela mesma (creditado como "e introduzindo Tess como Julia Roberts")

### Outros
- Catherine Zeta-Jones como Detetive da Europol Isabel Lahiri
- Andy García como Terry Benedict
- Vincent Cassel como Barão François Toulour/The Night Fox
- Albert Finney as Gaspar LeMarc (uncredited)
- Eddie Izzard as Roman Nagel
- Bruce Willis como ele mesmo (não creditado)
- Jeroen Krabbé como Van der Woude
- Cherry Jones como Molly Star/Sra. Caldwell
- Robbie Coltrane como Matsui
- Topher Grace como ele mesmo (não creditado)
- Candice Azzara como namorada de Saul Bloom
- Jerry Weintraub como Denny Shields (não creditado/cameo/extra)
- Mini Anden como Supermodelo
- Jared Harris como engenheiro de Basher

## Produção
O roteiro foi reformulado quando Julia Roberts soube que estava grávida de gêmeos.
As filmagens de Ocean's Twelve foram realizadas em vários locais ao redor do planeta, o filme foi rodado em 2004, em Atlantic City, Nova Jérsei, São Petersburgo, na Flórida e em Las Vegas, no Bellagio Hotel. As filmagens também aconteceram em Chicago, Amesterdão, Paris, Monte Carlo, Lago de Como, Roma e Castellammare del Golfo, na Sicília. A produção passou três semanas em Amesterdão; cenas foram filmadas em A KattenKabinet, o Hotel Pulitzer, a estação ferroviária Haarlem, e The Hague City Hall. Em Paris, cenas foram filmadas na Sorbonne, a Embaixada da Austrália, e a Gare du Nord. Depois, as filmagens se mudaram para a Itália. O Casino de Monte Carlo e do Villa Erba também serviu como locais de filmagem. 

## Recepção
O Metacritic, que usa uma média ponderada, atribuiu ao filme uma pontuação de 58 em 100, baseado em 39 críticos, indicando críticas "mistas ou médias".

## Trilha sonora
Após fazer a trilha sonora do primeiro filme, David Holmes retornou para compor a música de Ocean's Twelve. A trilha sonora não inclui a música que Raposa Noturna/Night Fox ouve enquanto desvia dos lasers. A música dessa cena se chama "Thé à la Menthe" gravada por La Caution.
Ocean's Twelve OST (Warner, 7 de dezembro de 2004):
1. Ornella Vanoni - "L'appuntamento" Versão de "Sentado à beira do caminho" (4:35)
2. David Holmes - "$165 Million + Interest (into) The Round Up" (5:43)
3. Roland Vincent - "L.S.D. Partie" (2:59)
4. David Holmes - "Lifting the Building" (2:34)
5. David Holmes - "10: 35 I Turn Off Camera 3" (2:25)
6. Piero Umiliani - "Crepuscolo Sul Mare" (2:44)
7. David Holmes - "What R We Stealing" (3:21)
8. Dynastie Crisis - "Faust 72" (3:23)
9. David Holmes - "Stealing the Stock (into) Le Renard de Nuit" (4:53)
10. David Holmes - "7/29/04 the Day Of" (3:11)
11. Yellowhammer - "Lazy [Album Version]" (4:30)
12. John Schroeder - "Explosive Corrosive Joseph" (2:33)
13. David Holmes - "Yen on a Carousel" (3:13)
14. David Holmes - "Real Story" (2:55)
15. Dave Grusin - "Ascension to Virginity" (5:05)
16. David Holmes - "sem título" (1:02)